# KNVB-Pokal 1992/93
Der KNVB-Pokal 1992/93 war die 75. Auflage des niederländischen Fußball-Pokalwettbewerbs. An ihr nahmen die 18 Mannschaften der Eredivisie, die 18 Teams der Eerste Divisie und 28 Vertreter aus dem Amateurbereich teil.
Pokalsieger wurde Ajax Amsterdam. Das Team setzte sich im Finale gegen den SC Heerenveen durch. Der Sieger erhielt einen Startplatz im Europapokal der Pokalsieger.

## Modus
Alle Begegnungen wurden in einem Spiel entschieden. Bei unentschiedenem Ausgang gab es eine Verlängerung von zweimal 15 Minuten und gegebenenfalls ein Elfmeterschießen. Die elf besten Teams der Eredivisie 1991/92 und die 18 Clubs der Eerste Divisie 1992/93 stiegen erst in der 2. Runde ein.

## 1. Runde
In dieser Runde trafen 22 Amateurvereine aufeinander.
| Datum      |                    | Ergebnis              |                     |
| ---------- | ------------------ | --------------------- | ------------------- |
| 29.08.1992 | DVS '33 Ermelo     | 1:4                   | VV Noordwijk        |
| 29.08.1992 | SC Genemuiden      | 0:3                   | VV Katwijk          |
| 30.08.1992 | Achilles 1894      | 2:2 n. V. (3:2 i. E.) | Quick '20 Oldenzaal |
| 30.08.1992 | RKSV DCG Amsterdam | 1:0 n. V.             | SV Panningen        |
| 30.08.1992 | DWV Amsterdam      | 2:1                   | BVV Den Bosch       |
| 30.08.1992 | Sportclub Enschede | 3:0                   | SV Meerssen         |
| 30.08.1992 | Friesche VC        | 1:3                   | Haarlemse FC EDO    |
| 30.08.1992 | SC Woerden         | 0:1                   | EHC Hoensbroek      |
| 01.09.1992 | VV Aalsmeer        | 2:4                   | VV DOVO             |
| 09.09.1992 | DETO Twenterand    | 2:0                   | SV de Valleivogels  |
| 09.09.1992 | TSC Oosterhout     | 0:1                   | GVVV                |

## 2. Runde
Teilnehmer: Die elf Sieger der 1. Runde, sechs weitere Amateure, die 18 Vereine der Eerste Divisie 1992/93, die vier Mannschaften, die die Erstligasaison 1991/92 mit Platz 12 bis 15 beendeten, sowie die drei Aufsteiger in die Eredivisie 1992/93.
| Datum      |                          | Ergebnis              |                     |
| ---------- | ------------------------ | --------------------- | ------------------- |
| 18.09.1992 | FC Zwolle                | 3:0                   | VV Katwijk          |
| 19.09.1992 | ACV Assen                | 0:1                   | BV Veendam          |
| 19.09.1992 | SVV/Dordrecht '90        | 3:0                   | RBC Roosendaal      |
| 19.09.1992 | VV DOVO                  | 0:3                   | AZ Alkmaar          |
| 19.09.1992 | DWV Amsterdam            | 0:2                   | Cambuur Leeuwarden  |
| 19.09.1992 | EHC Hoensbroek           | 1:3                   | TOP Oss             |
| 19.09.1992 | BVO Emmen                | 4:3                   | NAC Breda           |
| 19.09.1992 | Go Ahead Eagles Deventer | 2:0                   | VV Eindhoven        |
| 19.09.1992 | HFC Haarlem              | 1:2                   | FC Volendam         |
| 19.09.1992 | VV Noordwijk             | 0:1                   | Helmond Sport       |
| 19.09.1992 | K.v.v. Quick Boys        | 1:2                   | BV De Graafschap    |
| 19.09.1992 | VV Rheden                | 2:3                   | SC Telstar 1963     |
| 19.09.1992 | VVV-Venlo                | 4:1                   | Kozakken Boys       |
| 20.09.1992 | Achilles 1894            | 1:1 n. V. (2:4 i. E.) | FC Den Bosch        |
| 20.09.1992 | ADO Den Haag             | 6:0                   | RKSV Halsteren      |
| 20.09.1992 | RKSV DCG Amsterdam       | 1:0                   | NEC Nijmegen        |
| 20.09.1992 | Haarlemse FC EDO         | 0:0 n. V. (1:3 i. E.) | Fortuna Sittard     |
| 20.09.1992 | Sportclub Enschede       | 0:1                   | Excelsior Rotterdam |
| 20.09.1992 | RC Heemstede             | 0:5                   | Willem II Tilburg   |
| 29.09.1992 | SC Heerenveen            | 7:1                   | GVVV                |
| 29.09.1992 | SC Heracles Almelo '74   | 4:3 n. V.             | DETO Twenterand     |

## 3. Runde
In dieser Runde stiegen die besten elf Teams der Eredivisie 1991/92 ein.
| Datum      |                     | Ergebnis  |                          |
| ---------- | ------------------- | --------- | ------------------------ |
| 28.10.1992 | Cambuur Leeuwarden  | 0:3       | SC Heerenveen            |
| 28.10.1992 | RKSV DCG Amsterdam  | 1:2       | FC Zwolle                |
| 28.10.1992 | FC Den Bosch        | 2:0       | SC Heracles Almelo '74   |
| 28.10.1992 | Feyenoord Rotterdam | 7:0       | Go Ahead Eagles Deventer |
| 28.10.1992 | BV De Graafschap    | 0:1       | Excelsior Rotterdam      |
| 28.10.1992 | FC Groningen        | 3:0       | SVV/Dordrecht '90        |
| 28.10.1992 | Helmond Sport       | 0:1       | RKC Waalwijk             |
| 28.10.1992 | MVV Maastricht      | 1:0       | BV Veendam               |
| 28.10.1992 | TOP Oss             | 5:1       | Roda JC Kerkrade         |
| 28.10.1992 | FC Twente Enschede  | 4:2       | Willem II Tilburg        |
| 28.10.1992 | FC Utrecht          | 3:2       | BVO Emmen                |
| 28.10.1992 | Vitesse Arnheim     | 3:0       | ADO Den Haag             |
| 28.10.1992 | FC Volendam         | 2:4       | PSV Eindhoven            |
| 28.10.1992 | VVV-Venlo           | 3:7       | Ajax Amsterdam           |
| 05.11.1992 | Sparta Rotterdam    | 5:1 n. V. | SC Telstar 1963          |
| 02.12.1992 | Fortuna Sittard     | 1:0 n. V. | AZ Alkmaar               |

## 4. Runde
| Datum      |                     | Ergebnis  |                     |
| ---------- | ------------------- | --------- | ------------------- |
| 02.12.1992 | FC Den Bosch        | 2:1       | Vitesse Arnheim     |
| 02.12.1992 | Feyenoord Rotterdam | 3:1       | TOP Oss             |
| 02.12.1992 | FC Groningen        | 2:1       | Excelsior Rotterdam |
| 02.12.1992 | PSV Eindhoven       | 2:1       | FC Utrecht          |
| 13.12.1992 | RKC Waalwijk        | 1:4       | FC Zwolle           |
| 13.12.1992 | Sparta Rotterdam    | 0:2       | FC Twente Enschede  |
| 15.12.1992 | Fortuna Sittard     | 0:1 n. V. | SC Heerenveen       |
| 13.01.1993 | Ajax Amsterdam      | 3:0       | MVV Maastricht      |

## Viertelfinale
| Datum      |                    | Ergebnis              |                     |
| ---------- | ------------------ | --------------------- | ------------------- |
| 17.02.1993 | FC Den Bosch       | 2:0                   | FC Groningen        |
| 17.02.1993 | SC Heerenveen      | 2:1 n. V.             | PSV Eindhoven       |
| 17.02.1993 | FC Twente Enschede | 2:4 n. V.             | Ajax Amsterdam      |
| 10.03.1993 | FC Zwolle          | 1:1 n. V. (1:4 i. E.) | Feyenoord Rotterdam |

## Halbfinale
| Datum      |                     | Ergebnis |                |
| ---------- | ------------------- | -------- | -------------- |
| 30.03.1993 | SC Heerenveen       | 2:1      | FC Den Bosch   |
| 31.03.1993 | Feyenoord Rotterdam | 0:5      | Ajax Amsterdam |

## Finale
| Ajax Amsterdam                     | Ajax Amsterdam | SC Heerenveen | SC Heerenveen |
| ---------------------------------- | --- | --- | ------------- |
| Ajax Amsterdam                     | \| 20. Mai 1993 in De Kuip, Rotterdam \| \| Ergebnis: 6:2 (2:1) \| \| Zuschauer: 45.000 \| \| Schiedsrichter: Jef van Vliet \| \| Spielbericht \|                                                                                            | \| 20. Mai 1993 in De Kuip, Rotterdam \| \| Ergebnis: 6:2 (2:1) \| \| Zuschauer: 45.000 \| \| Schiedsrichter: Jef van Vliet \| \| Spielbericht \|                                                                                                 | SC Heerenveen |
| Ajax Amsterdam                     | Edwin van der Sar – Sonny Silooy, Danny Blind , Frank de Boer, Marciano Vink (77. Ronald de Boer) – Edgar Davids, Wim Jonk (66. Michel Kreek), Dennis Bergkamp, Dan Petersen – Stefan Pettersson, Marc Overmars. Cheftrainer: Louis van Gaal | Aldo Swager – Michel Doesburg, Erik ten Voorde (65. Rodion Cămătaru), Maarten de Jong, Gertjan Verbeek (46. Antoon Kuil) – Marco Roelofsen, Lee-Roy Echteld, Jan de Visser , Gerrie Schaap – Erik Tammer, Erik Regtop. Cheftrainer: Foppe de Haan | SC Heerenveen |
| Ajax Amsterdam                     | 1:0 Edgar Davids (7.) 2:1 Marc Overmars (45.) 3:1 Stefan Pettersson (71.) 4:1 Dennis Bergkamp (82.) 5:1 Dan Petersen (87.) 6:1 Marc Overmars (89.)                                                                                           | 1:1 Erik Regtop (35.) 6:2 Rodion Cămătaru (90.) | SC Heerenveen |
| 20. Mai 1993 in De Kuip, Rotterdam | | |               |
| Ergebnis: 6:2 (2:1)                | | |               |
| Zuschauer: 45.000                  | | |               |
| Schiedsrichter: Jef van Vliet      | | |               |
| Spielbericht                       | | |               |